# 黑暗精灵三部曲
《黑暗精灵三部曲》(The Dark Elf Trilogy)是R·A·萨尔瓦多的作品，包括3个故事：《故土》（Homeland）、《流亡》（Exile）、《旅居》（Sojourn）。以黑暗精灵崔斯特·杜垩登（Drizzt Do'Urden）为主角描写了他厌倦了故乡的争斗，离开地底并在地面开始新的生活的故事。并随着这一系列作品的流行，崔斯特成为了被遗忘的国度小说系列中最著名的人物之一。

## 内容提要

### 第一部《故土》
描写崔斯特在家族斗争中生活和离开的原因。小说从杜垩登家族消灭迪佛家族的战斗开始，崔斯特也在这时出世。崔斯特從一降生開始，就表現出了與其他卓爾精靈不同的性格。在魔索布莱城經歷了一系列的戰士學習和作戰、以及卓爾精靈社會的爾虞我詐后，崔斯特在他的父親和導師札克纳梵·杜垩登被獻祭給蜘蛛神后羅絲后，終于帶著他的好友，黑豹關海法離開了他的故鄉。

### 第二部《流亡》
描写崔斯特在离开魔索布莱城后在幽暗地域中艰难生存，后来到地底侏儒的布灵登石城生活，随后又因为自己家族的追杀而被迫同地底侏儒好友贝尔瓦·迪森格一起流亡。途中又结识了被人类法师变成恐爪怪的岩精喀拉卡。三人结伴旅行，最后战胜了派来追杀他们的被变成缚灵尸的札克纳梵·杜垩登。但是喀拉卡也因此死去。之后，崔斯特决定到地表上生活。

### 第三部《旅居》
描写崔斯特如適應地面的生活及成為遊俠的過程。(雙刀流亦是因為這位黑暗精靈遊俠, 而於龍與地下城的設定中備受注目。)
他跟隨游侠蒙特里·迪布洛奇學習了游俠的技能，成為了一名游俠。最后他經歷了一系列冒險后，居住在冰風谷。